# Álcool salicílico
Álcool salicílico é um composto orgânico de fórmula C7H8O2. É um álcool cristalino que forma escamas ou pó, fundindo a 86-87°C; usado em medicina como um anestésico local.